# Sans attendre
A Sans attendre Céline Dion kanadai énekesnő 2012. november 2-án megjelent francia nyelvű stúdióalbuma. A 2007 óta először új albummal jelentkező énekesnő ötvendik stúdióalbuma. A kétféle verzióban megjelenő kiadványok két számban térnek el egymástól, a deluxe kiadvány két dallal többet tartalmaz.

## Albuminformációk
2012. június 7-én jelentették be, hogy április-május környékén Céline egy új francia és egy új angol nyelvű album felvételébe kezd, melyek 2012 őszén jelennek meg. A francia lemez teljesen új dalokat tartalmaz majd, az angol pedig Céline Las Vegas-i show-jának, a Celine-nek kiadatlan dalaiból áll majd, mellette számos új dallal. Június 29-én a hivatalos weboldalon elérhetővé vált a francia album első kislemeze, a Parler à mon père 30 másodperces részlete, a teljes album megjelenését 2012. november 5-re hirdették. A dal teljes verzióját csak július 1-jén mutatták be, a kislemez digitális formában a következő naptól már elérhető volt egyes országokban.
Egy a Le Parisien-nek adott interjúban Céline beszélt közeledő albumáról. Elmondta, hogy a Parler à mon père című dal az édesapjáról szól, aki nyolc évvel ezelőtt hunyt el. Édesapja volt az énekesnő legnagyobb rajongója, akire minden nap gondol, és mindig vele van. Augusztus 19-én Céline hivatalos oldalán bejelentést tettek egy Jean-Pierre Ferland-duettről, az Une chance qu’on s’a című dalról, Ferland egyben a dal szövegírója is. Ferlanddel a Céline sur les Plaines című jubileumi koncertjén énekelt már együtt Céline. Szintén a lemezre kerül egy Johnny Hallydayjel közösen énekelt "virtuális duett". Szeptember 5-én a Celinedione.com-on a Parler à mon père videoklipjéből is bemutatták az előzetest, majd következő nap a teljes verziót.

## Számok listája

### Sans attendre
1. Parler à mon père
2. Le miracle
3. Qui peut vivre sans amour ?
4. L'amour peut prendre froid (duet with Johnny Hallyday)
5. Attendre
6. Une chance qu'on s'a (duet with Jean-Pierre Ferland)
7. La mer et l'enfant
8. Moi quand je pleure
9. Celle qui m'a tout appris
10. Je n'ai pas besoin d'amour
11. Si je n'ai rien de toi
12. Que toi au monde
13. Les petits pieds de Léa
14. Tant de temps (duet with Henri Salvador)

### Sans attendre - Deluxe Edition
1. Parler à mon père
2. Le miracle
3. Qui peut vivre sans amour ?
4. L'amour peut prendre froid (duet with Johnny Hallyday)
5. Attendre
6. Une chance qu'on s'a (duet with Jean-Pierre Ferland)
7. La mer et l'enfant
8. Moi quand je pleure
9. Celle qui m'a tout appris
10. Je n'ai pas besoin d'amour
11. Si je n'ai rien de toi
12. Que toi au monde
13. Tant de temps (duet with Henri Salvador)
14. Les petits pieds de Léa
15. Ne me quitte pas
16. Les jours comme ça

## Minősítések
Az album már 2012 decemberére gyémánt minősítést ért el Franciaországban több mint 500 000 eladott példánnyal.